# Zenón de Elea
Zenón de Elea (en griego clásico: Ζήνων ὁ Ελεάτης) fue un filósofo griego nacido en Elea, perteneciente a la escuela eleática (c.490-430 a. C.). Fue discípulo directo de Parménides de Elea. No estableció ni conformó ninguna doctrina positiva de su propia mano. Famoso por sus intrincadas paradojas que discuten la pluralidad de entes y en algunos casos el movimiento —entre otras cosas—. Aristóteles lo llamó el inventor de la dialéctica y el filósofo y matemático Bertrand Russell le describió como "inmensamente sutil y profundo".

## Biografía

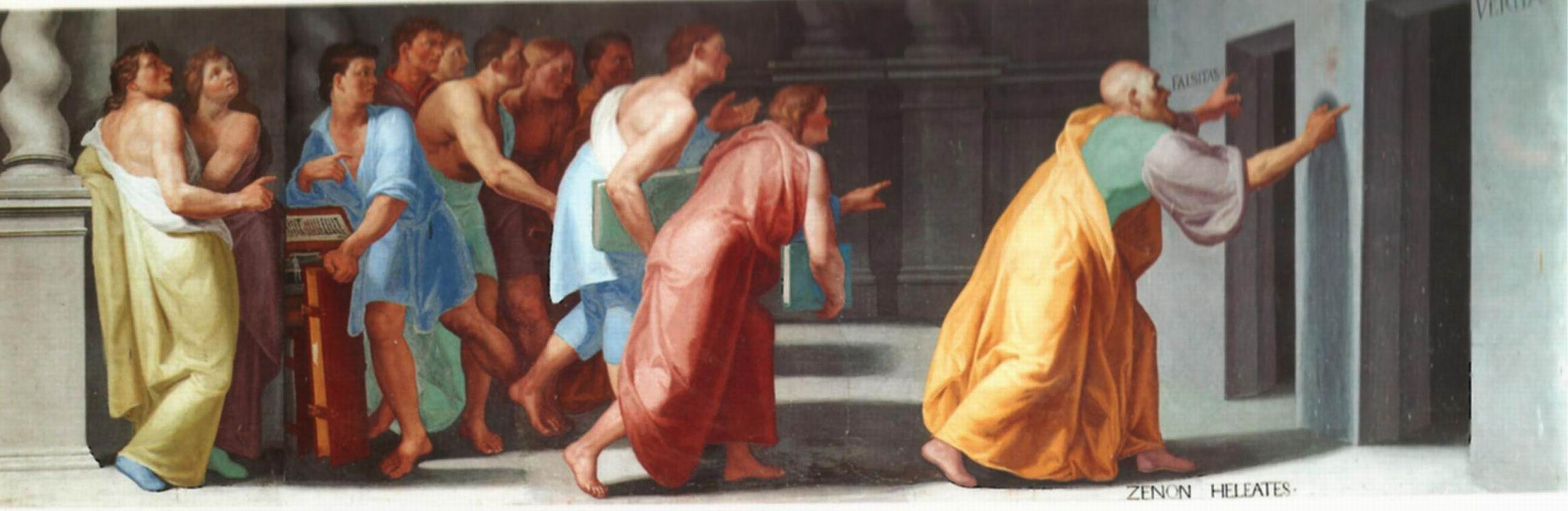
Zenón muestra las puertas a la verdad y la falsedad (Veritas et Falsitas). Fresco en la Biblioteca de El Escorial, Madrid.

Como sucede con la mayoría de los filósofos presocráticos, la vida de Zenón de Elea permanece en gran parte desconocida. 
Se piensa que pasó toda su vida en Elea y se ocupó de la educación de los hombres en la virtud. En principio fue pitagórico y Estrabón le atribuyó una actividad política. En el único contexto en el que es citado varias veces, es un relato de su participación en un complot contra un tirano, hay tanta divergencia de detalles que es imposible reconstruir lo sucedido.
Las fuentes que brindan luz al respecto son el diálogo Parménides de Platón, la obra Vida de los filósofos ilustres del historiador y filósofo antiguo Diógenes Laercio y Física de Aristóteles.
En el diálogo de Platón, se dice que Zenón tiene cerca de 40 años y que Parménides roza los 65 en el momento en que ambos se encuentran con un Sócrates "muy joven"; dato que nos puede servir para situar su nacimiento alrededor del año 480 a. C. o 490 a. C. Platón lo describe como "alto y bello a la mirada", así como estimado por su maestro. Platón también hace que Sócrates insinúe una relación romántica o sexual previa entre Parménides y Zenón.
Diógenes Laercio indica que fue hijo natural de un hombre llamado Telentágoras, pero que Parménides lo tomó en adopción. Laercio subraya así mismo su destreza a la hora de analizar los dos lados de cada cuestión o dilema, capacidad que le hizo recibir el título de "inventor de la dialéctica" de la mano de Aristóteles.
Como su maestro, tuvo probablemente una gran actividad política: el mismo Laercio afirma que Zenón apoyaba el derrocamiento del tirano eleata que gobernaba, bajo peligro de muerte:

Habiendo llevado a cabo el derrocamiento del tirano Nearco (otros dicen Diomedón), él fue arrestado (...) Interrogado sobre sus cómplices y sobre las armas que él había entregado en Lipara, cita los nombres de todos los amigos del tirano, con la intención de ocultar a los propios. Entonces, bajo la promesa de revelaciones confidenciales sobre ciertas personas, mordió cruelmente al tirano en la oreja y no lo suelta hasta que queda herido de muerte (...) Al final, se cortó la lengua con sus propios dientes y se la escupió en la cara.
Diógenes Laercio, Vida de los filósofos ilustres, IX, 26-27

Laercio no concreta la identidad del tirano, pues indica que podría tratarse tanto de Nearco como de Diomedón, dando además dos finales posibles a la historia: en uno el tirano es finalmente lapidado por el pueblo que se rebela y en otro es Zenón quien resulta ejecutado. Tertuliano informa varios siglos más tarde sobre la muerte de Zenón:

Zenón de Elea, a quien Dionisio preguntó en qué consiste la superioridad de la filosofía, respondió : "¡En el desprecio de la muerte!" y a manos del tirano mantiene, impasivo, su propósito hasta la muerte.
Tertuliano, Apologeticum, 50

En el pasaje Tertuliano se equivoca de tirano, ya que es imposible que Zenón, filósofo nacido en el siglo V a. C. fuese torturado por Dionisio I, tirano de Siracusa un siglo más tarde.
Las obras de Zenón se han perdido. Platón escribe que durante su juventud ya había escrito para defender las teorías de su maestro, pues tales documentos fueron llevados a Atenas con motivo de la visita que realizó con Parménides; fueron allí robados y publicados posteriormente sin su consentimiento.
Como es habitual  en el ámbito presocrático, la mayor y casi única fuente de la que podemos extraer información sobre su obra y pensamiento es la cita de autores posteriores, en particular del propio Aristóteles.

## Obras y controversias
Del citado escrito de Platón, se infiere que lo escrito por Zenón constituía un volumen que consistía en una colección de argumentos, cada uno de los cuales atentaban contra tesis de la pluralidad de entes; sin embargo, en los fragmentos citados, Zenón no los muestra ni como antinomias ni como dirigidos explícitamente contra la pluralidad de entes. Más que nada, las paradojas de movimiento que vemos en los escritos de Aristóteles.
En resumidas cuentas no sabemos con exactitud cuál fue el principio de organización que siguió Zenón para la ordenación de sus argumentos. Los estudiosos G. S. Kirk, J. E. Raven y M. Schofield, ensayan tres posibilidades:
A: Zenón escribió una obra, de la manera en la que la describe Platón, pero Zenón escribió al menos otra obra, que incluía otras paradojas que no atacaban la pluralidad de las cosas.
B: El filósofo escribió solo un libro, pero Platón no describe bien sus argumentos ni su forma.
C: Zenón escribió una sola obra, y todas las paradojas, en su origen arremetían contra la pluralidad de entes, y han sido deformadas por los diferentes autores y su interpretación a lo largo del tiempo.

## Legado

### Antigüedad
La mayor influencia de Zenón se produjo dentro del pensamiento de la escuela eleática, ya que sus argumentos se basaron en las ideas de Parménides, aunque sus paradojas también fueron de interés para los matemáticos de la antigua Grecia. Zenón está considerado como el primer filósofo que se ocupó de relatos atestiguables del infinito matemático. A Zenón le sucedieron los Atomistas griegos, que argumentaban contra la división infinita de los objetos proponiendo un punto final: el átomo. Aunque Epicuro no nombra directamente a Zenón, intenta refutar algunos de sus argumentos.
Zenón apareció en el diálogo de Platón Parménides', y sus paradojas se mencionan en Fedón. Aristóteles también escribió sobre las paradojas de Zenón. Platón despreciaba el enfoque de Zenón de argumentar a través de contradicciones. Creía que ni siquiera el propio Zenón se tomaba en serio sus argumentos. Aristóteles no estaba de acuerdo, creyendo que eran dignos de consideración. Desafió la paradoja dicotómica de Zenón a través de su concepción del infinito, argumentando que hay dos infinitos: un infinito real que tiene lugar a la vez y un infinito potencial que se extiende en el tiempo. Sostuvo que Zenón intentó demostrar infinitos reales utilizando infinitos potenciales. También desafió la paradoja del estadio de Zenón, observando que es falaz suponer que un objeto inmóvil y un objeto en movimiento requieren la misma cantidad de tiempo para pasar. La paradoja de Aquiles y la tortuga puede haber influido en la creencia de Aristóteles de que el infinito real no puede existir, ya que esta inexistencia presenta una solución a los argumentos de Zenón.

### Época moderna
Las paradojas de Zenón siguen siendo objeto de debate, y siguen siendo uno de los ejemplos arquetípicos de argumentos para desafiar las percepciones comúnmente mantenidas. Las paradojas fueron objeto de una renovada atención en la filosofía del siglo XIX que ha persistido hasta el presente.
Bertrand Russell elogió las paradojas de Zenón, atribuyéndoles el mérito de haber permitido el trabajo del matemático Karl Weierstrass.
Se han bautizado fenómenos científicos con el nombre de Zenón. El entorpecimiento de un sistema cuántico al observarlo suele denominarse Efecto cuántico de Zenón, ya que recuerda mucho a la paradoja de la flecha de Zenón. En el campo de la verificación y diseño de sistemas temporizados e híbridos, el comportamiento del sistema se denomina Zenón si incluye un número infinito de pasos discretos en una cantidad finita de tiempo.
Los argumentos de Zenón contra la pluralidad han sido cuestionados por la moderna teoría atómica. En lugar de que la pluralidad requiera tanto una cantidad finita como infinita de objetos, la teoría atómica muestra que los objetos están hechos de un número específico de átomos que forman elementos específicos. Del mismo modo, los argumentos de Zenón contra el movimiento han sido cuestionados por las matemáticas y la física modernas. Matemáticos y filósofos continuaron estudiando los infinitesimales hasta que llegaron a ser mejor comprendidos a través del cálculo y el límite. Las ideas relacionadas con los argumentos de pluralidad de Zenón se ven afectadas de forma similar por la teoría de conjuntos y los números transfinitoss. La física moderna aún tiene que determinar si el espacio y el tiempo pueden representarse en un continuo matemático o si está formado por unidades discretas.
El argumento de Zenón sobre Aquiles y la tortuga puede abordarse matemáticamente, ya que la distancia está definida por un número específico. Su argumento de la flecha voladora ha sido cuestionado por la física moderna, que permite que los instantes más pequeños del tiempo sigan teniendo una duración minúscula distinta de cero. Otras ideas matemáticas, como la teoría interna de conjuntos y el análisis no estándar, también pueden resolver las paradojas de Zenón. Sin embargo, no existe un acuerdo definitivo sobre si se han encontrado soluciones a los argumentos de Zenón.

## La influencia de Zenón a través del tiempo
No se sabe con certeza si la obra de Zenón precedió e influyó la filosofía de Meliso y Anaxágoras o inversamente. Es evidente influyó fuertemente sobre el atomismo de Leucipo y Demócrito. La curiosa obra de Gorgias.
Cuando Protágoras intercede por la construcción de argumentos contradictorios sobre cualquier materia, es evidente que obtuvo inspiración en Zenón.
El interés filosófico de Platón por Zenón quedó plasmado en sus antinomias que colman las treinta últimas páginas del Parménides con razonamientos en torno al movimiento, el lugar y el tiempo, los cuales estimularían luego a Aristóteles...
En nuestra época es cuando con mayor intensidad se han discutido -y discuten- las paradojas de Zenón, quien es el presocrático que ejerce más influjo.

## Paradojas
Zenón, en la línea de su maestro, intenta probar que el ser tiene que ser homogéneo, único y, en consecuencia, que el espacio no está formado por elementos discontinuos sino que el cosmos o universo entero es una única unidad.
Sus aporías están diseñadas bajo los siguientes ejes argumentativos:
1. Contra la pluralidad como estructura de lo real.
2. Contra la validez del espacio.
3. Contra la realidad  del movimiento.
4. Contra la realidad del transcurrir del tiempo.

Aplicando este esquema se le ha considerado el primero en utilizar la demostración llamada ad absurdum (reducción al absurdo), que toma por hipótesis lo contrario de lo que se considera cierto (en su caso, las afirmaciones del adversario) y muestra las incongruencias que se derivan de una consideración de esto como verdadero, obligando al interlocutor a rechazar las premisas y a aceptar las tesis opuestas, que eran las que se querían demostrar en un principio. Este procedimiento lo lleva a cabo mediante sus aporías.

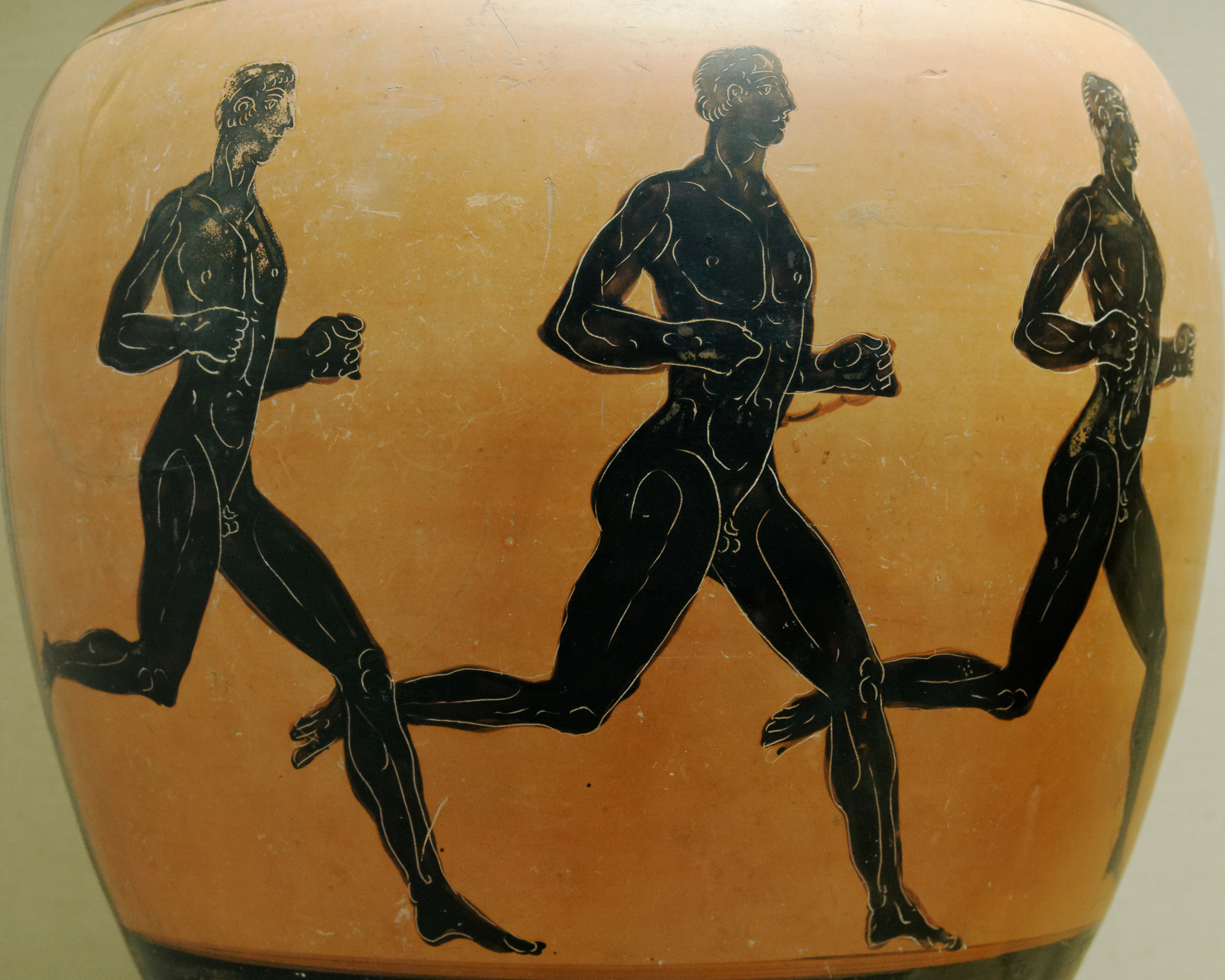
Tres corredores de una ánfora panatenaica del 332 a. C. Según Zenón, un veloz corredor nunca podrá completar una carrera porque el camino se puede dividir en infinitos segmentos.

Como ejemplo de (1) tenemos en Fr. 3, Simplicio, Fís., donde probablemente argumenta que, para que una cosa sea una y no otra, entre ambos miembros dentro de un conjunto, debe haber algo que los separe. Podríamos refutar alegando que el enunciado es válido solo si se aplicase a conjuntos sistemáticamente ordenados -como series de puntos- y que en la realidad, siendo objetos en tres dimensiones se comportan de una manera muy distinta, pero Zenón bien podría seguir “indagando” sobre esto, y haciéndonos preguntas que no podríamos responder hasta que hayamos resuelto mediante una reflexión filosófica qué es lo que hace a una cosa ella misma y no otra ni muchas.
Aquiles y la tortuga, Aristóteles, Fís., es un claro ejemplo de (3), pero también nos crea dificultades en (2) y (4); consiste en una carrera entre Aquiles -el de los pies ligeros- contra una tortuga, pero empezando la tortuga desde una distancia más adelantada…
El problema consiste en mostrar cómo es imposible que el corredor más rápido adelante al más lento, pues para poder siquiera alcanzar Aquiles a la tortuga debería antes pasar por la mitad de la distancia de ese recorrido, y para alcanzar esa distancia, antes debería alcanzar la mitad de ese recorrido, y así infinitamente, en una serie de números que convergen hacia cero, donde no solo plantea un problema de cómo medimos y percibimos el tiempo y el espacio, sino que hace racionalmente imposible la idea de movimiento.

## Pensamiento infinitesimal
Los razonamientos de Zenón constituyen el testimonio más antiguo que se conserva del pensamiento infinitesimal desarrollado muchos siglos después en la aplicación del cálculo infinitesimal que nacerá de la mano de Leibniz y Newton en 1666. No obstante, Zenón era ajeno a toda posible matematización, presentando una conceptualización de tal estilo como un instrumento necesario para poder formular sus paradojas.